# ایستگاه اگلینتون وست
ایستگاه اگلینتون وست (انگلیسی: Eglinton West station) یک ایستگاه متروی زیرزمینی در خط یک یانگ–یونیورسیتی متروی تورنتو است. در میانه جاده آلن در سمت شمالی خیابان اگلینتون غربی واقع شده‌است.
خط ۵ اگلینتون نیز پس از تکمیل، به ایستگاه غربی اگلینتون خدمت خواهد کرد که برای سال ۲۰۲۲ برنامه‌ریزی شده‌است. در آن زمان، اگلینتون وست تبدیل به یک ایستگاه تبادل خواهد شد و به Cedarvale سیدارول تغییر نام خواهد داد. شرکت مترولینکس در حال ساخت خطی در امتداد خیابان اگلینتون از ایستگاه مونت دنیس تا ایستگاه کندی است.